# آینهاوزن
اینهاوزن (به آلمانی: Einhausen) یک شهر در آلمان است که در برگ‌شتراسه واقع شده‌است. اینهاوزن ۶٬۲۲۶ نفر جمعیت دارد.